# Ота, Нобуко
Нобуко Ота (яп. 太田 信子; род. 6 октября 1969, Исикава) — японская гребчиха, выступавшая за сборную Японии по академической гребле в начале 1990-х годов. Серебряная призёрка Азиатских игр в Пекине, участница летних Олимпийских игр в Барселоне.

## Биография
Нобуко Ота родилась 6 октября 1969 года в префектуре Исикава, Япония.
Первого серьёзного успеха на взрослом международном уровне добилась в сезоне 1990 года, когда вошла в основной состав японской национальной сборной и побывала на Азиатских играх в Пекине, откуда привезла награду серебряного достоинства, выигранную в зачёте распашных безрульных четвёрок — в решающем финальном заезде пропустила вперёд только экипаж из Китая.
В 1991 году в безрульных двойках выступила на чемпионате мира в Вене, где заняла итоговое девятое место.
Благодаря череде удачных выступлений удостоилась права защищать честь страны на летних Олимпийских играх 1992 года в Барселоне. На Играх в программе женских распашных двоек без рулевой вместе с напарницей Миюки Ямаситой сумела квалифицироваться лишь в утешительный финал В и расположилась в итоговом протоколе соревнований на девятой строке.
После барселонской Олимпиады Ота больше не показывала сколько-нибудь значимых результатов в академической гребле на международной арене.